# 中華民國機車黨
中華民國機車黨（簡稱：機車黨）曾經是中華民國的一個政黨，成立於2014年，解散於2018年，以關心機車族交通權益為宗旨。

## 簡介
根據中華民國機車黨黨綱聲明，該黨「以實現本黨之政策綱領、促進交通革新、追求人民福祉、落實社會公義、健全民主法治為宗旨。」其架構設黨主席、中央常務委員、中央評議委員、一般黨員。

### 黨主席
唯一一任主席為董建一，為反同婚者，原任台北市政府顧問，2015年7月2日辭職。

## 歷史

### 網路時期（2010年至2014年）
2010年5月1日，中華民國機車黨以社群網站Facebook粉絲團的方式成立，但性質偏向利益團體而非政黨，幾年內在臺灣闖出名聲。
2011年6月要求臺北市凱達格蘭大道禁止機車左轉重慶南路，而臺北市交通管制工程處11月答允其訴求。12月，在交通部前舉辦「終結交通戒嚴，捍衛路權正義」遊行，提出五項訴求：要求廢止「禁行機車」、不強制兩段式左轉、將《道路交通管理處罰條例》等法規中「機器腳踏車」一詞修正為「機車」、設立「機車安全駕駛訓練中心」、開放150cc以上機車路權、交通部召開「二輪汽車（摩托車）交通管理政策聽證會」。
2012年2月16日，機車黨表示支持中華民國政府取締非法改裝的機車，但呼籲其應針對實際有改裝需求者建立合理的制度和審核流程。3月19日，發起人董建一表示當時法規中道路防滑係數都是針對汽車設計，不合時宜；而立法委員盧嘉辰隨後建議行政院公共工程會研究改善。7月17日，董建一表示，休旅車駕照考照方式應該從小客車獨立出來，或以小客車及小貨車考照等級再予提高。同年12月28日，公共電視《獨立特派員》第225集以〈機車最大黨〉為題，對其進行專題報導。
2013年4月，台北市客運業者預告，將引進18公尺加長的「雙節公車」，機車黨對此持反對意見，認為加長車體會對機車族安全造成威脅。8月並呼籲市場，能將機車行車記錄器價位降至3千元以下。2014年1月19日，機車黨與「小老婆汽機車論壇」、「TMA重機志工隊」共同發起「1.19反禁摩令機車大遊行」，該場遊行目的為反對台中市「低碳城市自治條例」當中，預計2021年在特定區域禁行燃油機車的規定。
台北市政府2012年欲請交通部修法強制機車族考照前須上駕訓班時，機車黨表示贊同，但認為政府應優惠補貼。2014年2月再呼籲中央政府應全額補助機車駕訓。
4月22日，董建一和台北市議員許淑華透過「英式擺錘」實測噴水後台灣道路標線摩擦力，發現未達標準。
機車黨這段時間政見包括有：希望「一般道路應該廢除機車優先道或是專用道」；反對「機車退出騎樓」；反對「內側車道禁行機車」，主張「同向三車道以內不劃設禁行機車、不強制二段式左轉」。

### 組成政黨（2014年至2017年）
2014年宣佈組成政黨，7月6日舉行成立大會，8月13日內政部正式核准成立。
2015年2月17日，機車黨主席董建一表示將投入2016年新北市永和區立委選舉。3月30日並在立法院前舉行記者會宣佈投入新北市第九選區（永和、中和區）的立委選舉。
5月初，機車黨向交通部提案修法，希望改為四車道（含）以上再強制兩段式左轉，且放寬三車道（含）以下的路段，讓機車族自行選擇是否兩段式左轉，而非強制兩段式左轉。同月18日，董建一上午在立法院交通委員會召開的「大型車行車安全管理公聽會」上建議，有關路政司研議車輛安裝晝行燈或全時開大燈部分，大型車應該在第一階段實施。5月5日，公共電視《有話好說》〈停紅燈慘遭輾斃！大型車不斷殺人！〉提到該黨。
此段時間，機車黨政見包括反對慢車道寬幅減小、反對台北市機車停車格全面收費、反對要求加裝ABS並建議改善道路或採考照趨嚴措施。

### 政黨解散（2018年1月）
2017年11月30日，中華民國立法院三讀通過《政黨法》修正，要求立案政黨應於一年內完成法人登記、每年五月須經會計師簽核申報前一年度決算表、每四年至少召開一次黨員或黨員代表大會、不得連續四年未推薦候選人參選公職否則可廢止備案。
2018年1月7日，機車黨召開黨員大會，以「財務困窘，黨務難以繼續推動」為由，一致通過解散該黨。11日內政部正式函令各政黨《政黨法》新制規範後，該黨隨即於翌日回函，報請內政部準予解散，並表示是「以行動抗議《政黨法》影響小黨生存」；黨主席董建一也認為，修正《政黨法》對政黨的要求，小黨極難完成，「政黨法是個不幫小黨，還給小黨找麻煩的法」、民主進步黨「限制小黨與平民參政、發聲機會」。
2018年1月31日，內政部公告機車黨正式解散。

### 解散聲明文（2018年2月）
2018年2月2日機車黨發出最後聲明文。
|  | 從沒欺騙過網友，機車黨自創粉絲頁乃至成立政黨，迄今除了個人多年攢下來的積蓄投入和忠誠黨員辛苦贊助的黨費外，只有在105年參選立委時，才有對外募款，收過網友的捐獻... 其他，一概沒有！更遑論政府或廠商有任何資助機車黨這種謠言。 礙於財務壓力及新推出的政黨法諸多要求，敝黨於民國107年1月07舉行黨員大會，通過中華民國機車黨解散一案，而於民國107年1月31日獲內政部核准通過。 故自即日起，敝黨粉絲頁將不再發文更新；並於農曆除夕過後，關閉粉絲頁。 |

## 歷屆選舉
機車黨僅在2016年中華民國立法委員選舉推出黨主席董建一參選新北市第九選舉區立法委員，惟以得票數3040票、得票率1.93%落選。其當時政見包括：保障機車族權益；汽、機車考照改革；燃料費隨油徵收；提升道路舖設品質；整頓排氣管噪音；源頭建立改裝制度等。

## 外部連結
- 中華民國機車黨